# Соединённые Штаты Канады и Земля Иисуса

Соединённые штаты Канады и Земля Иисуса

Соединённые Штаты Канады и Земля Иисуса (англ. United States of Canada and Jesusland) — два вымышленных государства, возникающие в результате шуточного изменения государственной границы между США и Канадой.
Оригинальное изображение было создано Г. Уэббом 3 ноября 2004 года на интернет-форуме yakyak.org и получило громадную известность в американских СМИ. Оно быстро стало интернет-мемом, который газета The New York Times описала как «мгновенная классика Интернета». Интернет-издание Slate также опубликовало изображение и заявило, что оно может быть причиной того, что канадский иммиграционный веб-сайт получил на следующий день после выборов в 6 раз больше просмотров страниц.

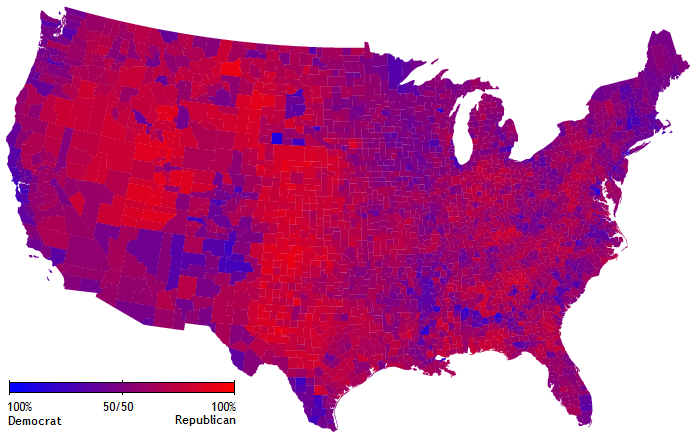
Синие округа голосовали за демократов, красные — за республиканцев. Президентские выборы 2004 года

«Изменение границ» было навеяно результатами президентских выборов в США 2000 года и 2004 года, когда за либеральную программу Демократической партии (кандидаты Альберт Гор и Джон Керри) проголосовали штаты Северо-Востока и Тихоокеанского побережья США, а консервативный кандидат республиканцев Джордж Буш-младший победил в остальных регионах (и в итоге оба раза выиграл выборы). В результате республиканские штаты (кроме Аляски) образовали территорию без разрывов, а демократические штаты также образовали территорию без разрывов при объединении с Канадой. Предыдущие несколько выборов не приводили к подобному чёткому территориальному «размежеванию».
Создатели шутки утверждают, что жители продемократических регионов примыкают в отношении политических взглядов к более либеральной Канаде, а остальная территория США исповедует более патриархальные взгляды, часто связанные с традиционным протестантизмом, отсюда название «Jesusland» — на шоссе этих штатов нередко можно увидеть лозунги с именем Божиим: Jesus bless us; Jesus loves you и т. д. Иногда консервативную зону называют также «Реднекистан».
Существует вариант карты, на котором к Земле Иисуса отнесена самая консервативная провинция Канады — Альберта, граничащая с республиканскими штатами. В другом варианте Аляска возвращена России.
Критики такого представления о территориальном расколе американского общества указывают, в частности, на тот факт, что ни в одном штате ни одна партия не имела подавляющего перевеса. Если представить результат выборов не по штатам, а по округам, то карта США предстанет не расколотой на красный и синий пояс, а скорее смешанной, «фиолетовой»: сплошь и рядом два соседних округа голосуют по-разному.
На выборах 2008 года такой «красивой» картины уже не получилось; кандидат демократов Барак Обама победил в Нью-Мексико, Неваде, Колорадо, Флориде, Вирджинии и Северной Каролине, так что демократические штаты не образовали неразрывной территории.